# Josef Macháček
Josef Macháček (ur. 13 marca 1957 w Chrudim) – czeski motocyklista enduro i quadowiec. Zwycięzca Rajdu Dakar w kategorii quadów w 2009 roku. W 2011 r., także w tym rajdzie, nie ukończył rywalizacji z powodu urwanej półosi. W 1974 r. zaczął uprawiać motocross. Obecnie zawodnik teamu KM Racing i Barth Racing Team. W Rajdzie Dakar zwyciężał sześciokrotnie (w tym czterokrotnie nieoficjalnie w latach 2000–2007).

## Osiągnięcia
- – zwycięzca Rajdu Dakar 2009 w kategorii quadów.
- – zwycięzca Rajdu Dakar 2021 w kategorii lekkich pojazdów prototypowych (T3).

## Starty w Rajdzie Dakar
| Rok  | Kategoria                       | Marka             | Pozycja              | Zwycięstwa na etapach |
| ---- | ------------------------------- | ----------------- | -------------------- | --------------------- |
| 2000 | quady                           |                   | 67. (1. w quadach)   |                       |
| 2001 | quady                           |                   | 43. (1. w quadach)   |                       |
| 2003 | quady                           |                   | 46. (1. w quadach)   |                       |
| 2007 | quady                           |                   | 65. (1. w quadach)   |                       |
| 2009 | quady                           | Yamaha 700 Raptor |                      | 4x                    |
| 2010 | quady                           |                   | odpadł na 4. etapie  |                       |
| 2014 | samochody                       |                   | odpadł na 10. etapie |                       |
| 2016 | samochody                       |                   | odpadł na 5. etapie  |                       |
| 2017 | quady                           |                   | odpadł na 4. etapie  |                       |
| 2021 | lekkie pojazdy prototypowe (T3) |                   |                      |                       |